# Библиография Ниро Вульфа

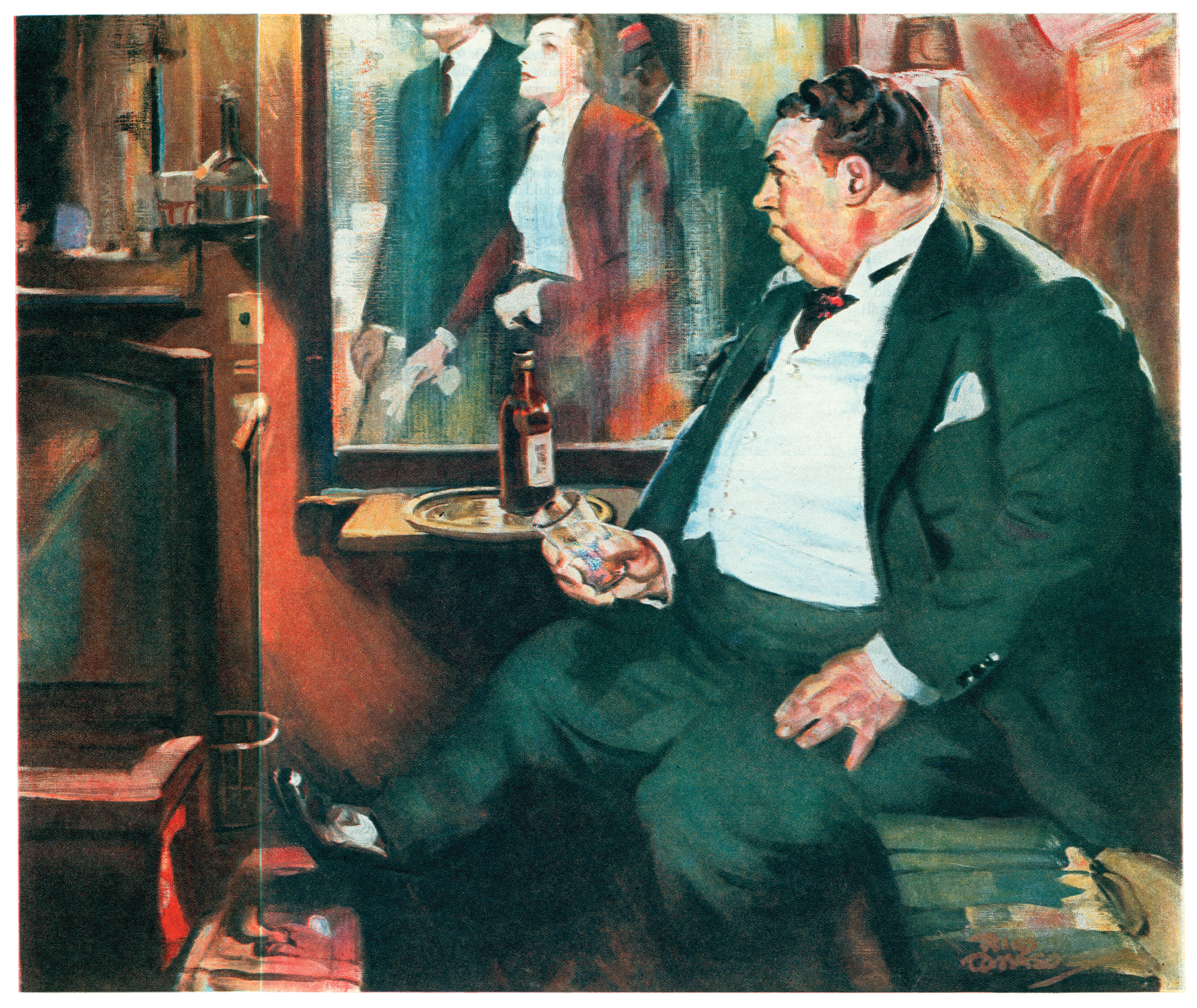
Вулф подавляет свою ненависть к путешествиям и поездам. Иллюстрация Рико Томазо к роману «Слишком много поваров», опубликованному «The American Magazine» в марте 1938 года.

Серия романов о Ниро Вульфе создавалась Рексом Стаутом с 1934 по 1975 год. После его смерти она была продолжена Робертом Голдсборо.

## Книги Стаута
| №    | Год  | Жанр             | Название | Описание |
| ---- | ---- | ---------------- | --- | --- |
| 1.   | 1934 | Роман            | Фер-де-Ланс / Остриё копья / Гремучая змея / Копьеголовая змея / Познакомьтесь с Ниро Вульфом (англ. Fer-de-Lance)                 | Первая книга о Ниро Вульфе и Арчи Гудвине. Вульф раскрывает связь между загадочными смертями итальянского эмигранта и университетского ректора на поле для гольфа. Легла в основу фильма «Познакомьтесь с Ниро Вульфом» (1936). |
| 2.   | 1935 | Роман            | Лига перепуганных мужчин (англ. The League of Frightened Men)                                                                      | Выпускники Гарварда, по вине которых был покалечен будущий известный писатель, обращаются к Вульфу, когда несколько из них умирают. Легла в основу одноимённого фильма 1937 года. |
| 3.   | 1936 | Роман            | Снова убивать / Резиновая лента (англ. The Rubber Band)                                                                            | Два дела — снять с сотрудницы крупной компании (и дочери ковбоя) ложное обвинение в краже и заставить британского лорда выплатить старый долг, оказываются связанными. |
| 4.   | 1937 | Роман            | Красная шкатулка / Красная коробка (англ. The Red Box)                                                                             | Манекенщица умирает от отравленной шоколадной конфетки, кузен её коллеги хочет вытащить родственницу из этого модного дома. |
| 5.   | 1938 | Роман            | Слишком много поваров (англ. Too Many Cooks)                                                                                       | Вульф приглашён на съезд лучших поваров мира в загородный отель в Западной Виргинии. Один из них погибает. |
| 6.   | 1939 | Роман            | Какой-то погребённый Цезарь / Усопший Цезарь / Смерть Цезаря / Где Цезарь кровью истекал… (англ. Some Buried Caesar)               | Вульф везёт свои орхидеи на сельскохозяйственную ярмарку и случайно сталкивается с породистым быком по имени Цезарь, которому суждена трагическая участь. Впервые упоминается Лили Роуэн, подруга Гудвина. |
| 7.   | 1940 | Роман            | Только через мой труп / Через мой труп (англ. Over My Dead Body)                                                                   | Две девушки из Югославии работают тренерами по фехтованию, одну из них обвиняют в краже бриллиантов, вторая приходит к Вульфу, своему соотечественнику, за помощью, и показывает удивительный документ. |
| 8.   | 1940 | Роман            | Завещание / Там, где завещание (англ. Where There's a Will)                                                                        | Сёстры и изуродованная вдова умершего миллионера обнаруживают, что он переписал завещание и оставил всё своё состояние любовнице. Они нанимают Вульфа, чтобы тот убедил Карн отказаться от части денег. |
| 9.   | 1940 | Повесть          | Горький конец (англ. Bitter End)                                                                                                   | Вульф покупает паштет, который оказывается сдобренным хинином. Расследование диверсии на пищевой фабрике соединяется с убийством. Первая книжная публикация повести, ранее опубликованной в 1940 году в журнале The American Magazine. В сборнике Corsage.                                                                                         |
| 10.  | 1941 | Повесть          | Чёрные орхидеи (англ. Black Orchids)                                                                                               | На выставке цветов Гудвин любуется на девушку, которая на стенде ежедневно моет ножки в ручье, а Вульф завидует чёрным орхидеям Хьюитта. В сборнике с Cordially Invited to Meet Death. |
| 11.  | 1942 | Повесть          | С прискорбием извещаем / Сердечно приглашаем познакомиться со смертью (англ. Cordially Invited to Meet Death)                      | Организаторша крутых вечеринок нанимает Вульфа разобраться с анонимками, в том числе и про смерть девочки от столбняка. Гудвин приезжает в её дом, полный крокодилов, шимпанзе, медвежат и девушек. В сборнике с Black Orchids. |
| 12.  | 1942 | Повесть          | Смерть там ещё не побывала / Недостаточно мёртв (англ. Not Quite Dead Enough)                                                      | Армия просит майора Гудвина помочь заставить Вульфа работать на разведку. В самолёте он встречает Лили Роуэн, которую до этого долго динамил. Она подбрасывает Арчи дело, с помощью которого он пытается вывести Вульфа из странного душевного состояния В сборнике с Booby Trap.                                                                  |
| 13.  | 1944 | Повесть          | Смертельная ловушка (повесть) (англ. Booby Trap (novella)) / Взрывная ловушка (англ. Booby Trap)                                   | Вульф, Гудвин и граната розового цвета едут в здание военной разведки, где Вульф трудится консультантом. В сборнике с Not Quite Dead Enough. |
| 14.  | 1945 | Повесть          | Требуется мужчина (англ. Help Wanted, Male)                                                                                        | Вульф отказывается от клиента, которому угрожают анонимкой. Потом анонимка приходит уже ему самому, и он придумывает неожиданный вариант с подменой. В сборнике Trouble in Triplicate. |
| 15.  | 1946 | Повесть          | Вместо улики (англ. Instead of Evidence)                                                                                           | Владелец фирмы по производству игрушек для розыгрышей вместе со своей женой приходит к Вульфу, заявляя, что второй владелец компании хочет его убить. В сборнике Trouble in Triplicate. |
| 16.  | 1946 | Роман            | Умолкнувший оратор (англ. The Silent Speaker)                                                                                      | Оратор должен произнести речь в отеле на съезде Национальной Ассоциации промышленников США (НАП) и его убивают в задней комнате. Сам он работал в правительственной структуре Бюро регулирования цен (БРЦ), которая ненавидит НАП. Вульф манипулирует обеими компаниями, чтобы заработать денег.                                                   |
| 17.  | 1947 | Повесть          | Прежде, чем я умру (англ. Before I Die)                                                                                            | Гангстер обращается к Вульфу, чтобы тот усмирил его фальшивую дочь-шантажистку. В сборнике Trouble in Triplicate. |
| 18.  | 1947 | Роман            | Слишком много женщин (англ. Too Many Women)                                                                                        | Гудвин под видом сотрудника отдела кадров внедряется в компанию, где работает чересчур много красавиц, чтобы выяснить, кто убил записного сердцееда, их коллегу. |
| 19.  | 1947 | Повесть          | Оживший покойник (англ. Man Alive)                                                                                                 | Модельерша на показе внезапно замечает своего дядю, который, по идее, покончил с собой год назад, прыгнув в гейзер. В сборнике Three Doors to Death. |
| 20.  | 1948 | Повесть          | Одна пуля — для одного / Клиентура на нарах (англ. Bullet for One)                                                                 | Вульф расследует убийство бизнесмена, который по утрам ездил верхом в Центральном парке. В сборнике Curtains for Three. |
| 21.  | 1948 | Роман            | И быть подлецом (англ. And Be a Villain)                                                                                           | Одному из гостей радиопередачи, идущей в прямом эфире, вместо рекламируемого напитка достаётся яд. Впервые упоминается Арнольд Зек. |
| 22.  | 1948 | Повесть          | Повод для убийства / Повод к убийству / Цветов не посылать (англ. Omit Flowers)                                                    | По просьбе Марко Вукчича, своего друга, Вульф спасает от тюрьмы бывшего кулинара Вирджила Пампу, будто бы вонзившего нож в спину нового мужа своей хозяйки. В сборнике Three Doors to Death. |
| 23.  | 1949 | Повесть          | Дверь к смерти / Убийство в оранжерее / Стеклянная западня (англ. Door to Death)                                                   | У Теодора заболела мать, и он отпросился навестить её. Чтобы найти ему замену, Вульф отправляется за город, однако нового садовника ему придётся спасать от полиции. В сборнике Three Doors to Death. |
| 24.  | 1949 | Роман            | Второе признание (англ. The Second Confession)                                                                                     | Богачу Сперлингу нужны доказательства того, что Луис Рони, ухажёр его дочери — коммунист. Более заметное появление Зека. |
| 25.  | 1949 | Повесть          | Пистолет с крыльями (англ. The Gun with Wings)                                                                                     | Вдова оперного тенора и её возлюбленный приходят к Вульфу с признанием, что её муж на самом деле с собой не покончил, поскольку пистолета они не видели. В сборнике Curtains for Three. |
| 26.  | 1950 | Повесть          | Дело о скрученном шарфе / Маскарад для убийцы / Маска для убийства / Повелительница павианов (англ. Disguise for Murder)           | Вульф устраивает приём для Манхэттенского цветочного клуба, во время которого десятки людей проходят через его оранжерею полюбоваться на орхидеи. Одна из дам успевает признаться Гудвину, что знает что-то об убийстве своей подруги, содержанки. В сборнике Curtains for Three.                                                                  |
| 27.  | 1950 | Роман            | В лучших семействах (англ. In the Best Families)                                                                                   | Миссис Рэкхем нанимает Вульфа, чтобы тот выяснил, откуда у её молодого мужа появляются крупные суммы денег. Когда клиентку убивают, Вульф вновь сталкивается со злым гением Арнольдом Зеком и принимает решение навсегда покончить со своим давним противником.                                                                                    |
| 28.  | 1951 | Повесть          | Убийство полицейского (англ. The Cop-Killer)                                                                                       | К Гудвину приходят супруги, маникюрша и гардеробщик из парикмахерской, куда они с Вульфом постоянно ходят, и просят помочь им. Оказывается, в заведении убит полисмен. (В русском переводе советский концлагерь и прибалтийские (?) политзаключённые заменены соответственно на немецкий и поляков). В сборнике Triple Jeopardy.                   |
| 29.  | 1951 | Повесть          | Малый и мартышка / Выскочка и обезьяна / Не чувствуя беды (англ. The Squirt and the Monkey)                                        | Создатель комиксов является к Ниро Вульфу и просит «одолжить» ему Арчи Гудвина вместе с пистолетом, чтобы с помощью провокации выяснить, кто украл его собственное оружие. В сборнике Triple Jeopardy. |
| 30.  | 1951 | Роман            | Прочитавшему — смерть / Убийство из-за книги / Убийство по правилам / Книга-убийца / Последнее средство (англ. Murder by the Book) | Кремер показывает Вульфу список псевдонимов из кармана покойника, а спустя несколько месяцев одно из этих имён всплывает в деле об убийстве сотрудницы редакции, завернувшей рукопись. |
| 31.  | 1952 | Повесть          | Не рой другому яму (англ. Home to Roost)                                                                                           | Богатая тётушка пилит молодого человека за то, что он коммунист. В итоге он ей признаётся, что на самом деле он агент ФБР под прикрытием. Сразу после этого его убивают. В сборнике Triple Jeopardy. |
| 32.  | 1952 | Повесть          | Это вас не убьёт (англ. This Won't Kill You)                                                                                       | Парижский кулинар Мондор приезжает в гости к Вульфу и просит его показать американскую национальную игру номер один — бейсбол. На стадионе Вульф сталкивается с опаиванием и убийством. В сборнике Three Men Out. |
| 33.  | 1952 | Роман            | Игра в бары / И она выбывает… / Игра в пятнашки (англ. Prisoner's Base)                                                            | Присцилла Идс просит Вульфа на неделю спрятать её у себя в доме. Вульф выставляет её на улицу. Девушка отправляется на улицу и погибает. |
| 34.  | 1953 | Повесть          | Приглашение к убийству (англ. Invitation to Murder)                                                                                | Малорослый бонвиван обращается к Вульфу, чтобы выяснить, кто из трёх красавиц (секретарша, медсестра или экономка) скоро окучит его богатого деверя-инвалида. В сборнике Three Men Out. |
| 35.  | 1953 | Роман            | Золотые пауки (англ. The Golden Spiders)                                                                                           | На приём к Вульфу приходит соседний мальчишка, который видел в машину женщину с необычными серьгами |
| 36.  | 1953 | Повесть          | Без улик / Знак зеро (англ. The Zero Clue)                                                                                         | Математик, отлично зарабатывающий на теории вероятности, как на гадательной системе, просит Вульфа помочь с одним из его клиентов, которого он подозревает в убийстве. В сборнике Three Men Out. |
| 37.  | 1954 | Повесть          | Когда человек убивает (англ. When a Man Murders)                                                                                   | Клиенты Вульфа — молодая, недавно поженившаяся пара. Проблема в том, что предыдущий муж клиентки не погиб в Корее, а вернулся в Нью-Йорк. В сборнике Three Witnesses. |
| 38.  | 1954 | Роман            | Чёрная гора (англ. The Black Mountain)                                                                                             | Марко Вукчича, старинного друга Вульфа, убивают. В итоге детектив вынужден ненадолго вернуться на родину. |
| 39.  | 1954 | Повесть          | Всех, кроме пса, — в полицию! / Умри, как собака (англ. Die like a Dog)                                                            | Посетитель по ошибке прихватывает плащ Гудвина, оставив свой плащ на вешалке в прихожей вульфова особняка. Гудвин отправляется к раззяве за своим плащом, и за ним увязывается собака. В сборнике Three Witnesses. |
| 40.  | 1955 | Повесть          | Последний свидетель / Очередной свидетель (англ. The Next Witness)                                                                 | Вульф вызван в суд в качестве свидетеля. Судят Леонарда Эша. Предъявленное обвинение — убийство телефонистки Мэри Виллис, которую он просил прослушивать разговоры своей жены-актрисы. В сборнике Three Witnesses. |
| 41.  | 1955 | Роман            | Не позднее полуночи (англ. Before Midnight)                                                                                        | Парфюмерная компания проводит конкурс. На финальном этапе убивают одного из организаторов и похищают из его бумажника ответы на последние вопросы. |
| 42.  | 1955 | Повесть          | Иммунитет к убийству (англ. Immune to Murder)                                                                                      | Иностранный посол приезжает в США для переговоров о нефти и просит, чтобы в загородном доме Вульф приготовил ему форель по своему рецепту, о котором он много слышал. В сборнике Three for the Chair. |
| 43.  | 1956 | Повесть          | Окно к смерти / Окно смерти (англ. Window for Death)                                                                               | Человек, которого 20 лет подозревали в убийстве отца с помощью раскрытого окна и простуды, возвращается к родне разбогатевшим и хочет прояснить ситуацию. Но тут его находят мёртвым в гостинице. В сборнике Three for the Chair. |
| 44.  | 1956 | Повесть          | Слишком много сыщиков (англ. Too Many Detectives)                                                                                  | Арчи Гудвин вынужден доставить Ниро Вульфа в Олбани, на заседание комиссии штата Нью-Йорк. Эта комиссия расследует обстоятельства прослушивания (как оказалось, незаконного) телефонных разговоров. Там же в госконторе ждут несколько других частных сыщиков. В сборнике Three for the Chair.                                                     |
| 45.  | 1956 | Роман            | Знают ответ орхидеи / Всё началось с Омахи / Лучше мне умереть (англ. Might As Well Be Dead)                                       | Джеймс Хэролд нанимает Вульфа для поисков сына Пола, которого много лет назад выгнал из дома в штате Омаха. Вульф помещает объявление в газете с инициалами. |
| 46.  | 1957 | Повесть          | Рождественская вечеринка (англ. Christmas Party)                                                                                   | Вульф не отпускает Гудвина на рождественскую вечеринку, и тогда тот суёт ему под нос своё разрешение на свадьбу с сотрудницей того офиса, где запланирован праздник. В сборнике And Four to Go. |
| 47.  | 1957 | Повесть          | Пасхальный парад (англ. Easter Parade)                                                                                             | Вульф, изнывая от зависти, уговаривает Гудвина во время Пасхального парада выкрасть побег уникальной розовой орхидеи, выведенной цветоводом-соперником. В сборнике And Four to Go. |
| 48.  | 1957 | Повесть          | Праздничный пикник (англ. Fourth of July Picnic)                                                                                   | Ниро Вульфа уговорили прочитать речь на профсоюзном собрании ресторанных работников, которое проходит в открытом поле где-то на Лонг-Айленде, среди палаток. В одной из них находят тело. В сборнике And Four to Go. |
| 49.  | 1957 | Роман            | Если бы смерть спала (англ. If Death Ever Slept)                                                                                   | Мультимиллионер нанимает Вульфа, дабы тот уличил человека, передающего важную деловую информацию конкурентам. Он подозревает, что это его невестка, которую он ненавидит. Гудвин устраивается работать в его дом секретарём. |
| 50а. | 1958 | Повесть          | Убийство — не шутка (англ. Murder Is No Joke)                                                                                      | Вульфа нанимают избавиться от загадочной наглой иностранки, которая перевернула всю жизнь одного модного дома. Он звонит ей по телефону, а она обзывает его толстяком, и так далее. В сборнике And Four to Go. |
| 50б. | 1958 | Повесть          | Подготовка к убийству / Инсценировка для убийства / Ловушка для убийцы (англ. Frame-Up for Murder)                                 | Эта повесть по сюжету и действующим лицам полностью повторяет повесть Murder Is No Joke («Убийство — не шутка») 1958 года, но немного переработана и дополнена. Появилось несколько дополнительных персонажей, характеристики и описания персонажей переработаны в сторону большей иронии. В сборнике Death Times Three.                           |
| 51.  | 1958 | Роман            | Бокал шампанского (англ. Champagne for One))                                                                                       | Знакомый Арчи Гудвина, сославшись на болезнь, просит подменить его на благотворительном обеде, где кавалеры из высшего общества сопровождают матерей-одиночек из приюта. |
| 52.  | 1959 | Роман            | Сочиняйте сами / Смертельный плагиат (англ. Plot It Yourself)                                                                      | За короткий срок несколько успешных писателей пали жертвой мошенничества из-за обвинения в плагиате. Вульф разбирается в ситуации. |
| 53.  | 1960 | Повесть          | Избавление методом номер три / Третий способ для убийства (англ. Method Three for Murder)                                          | Молодая девушка Майра Холт просит Гудвина помочь ей выиграть пари насчёт такси, которое вела одна женщина, а внутри мёртвой находилась другая. В сборнике Three at Wolfe’s Door. |
| 54.  | 1960 | Повесть          | Отрава входит в меню / Отравление (англ. Poison a la Carte)                                                                        | Десять гурманов под предводительством цветовода Хьюитта приглашают Фрица приготовить им роскошный обед. За обедом прислуживают 12 актрис, переодетых в пурпурное, древнегреческое. В сборнике Three at Wolfe’s Door. |
| 55.  | 1960 | Повесть          | Убийство на родео / Родео в Нью-Йорке (англ. The Rodeo Murder)                                                                     | Лили Роуэн организует родео с настоящими ковбоями прямо со своего балкона, но одного из гостей находят убитым. В сборнике Three at Wolfe’s Door. |
| 56.  | 1960 | Роман            | Слишком много клиентов (англ. Too Many Clients)                                                                                    | Человек заказывает слежку за собой, когда он выходит из некого дома — потом перед домом находят труп, заказчик оказывается самозванцем, а дом — приютом разврата. |
| 57а. | 1961 | Повесть          | Подделка для убийства / Роковые деньги (англ. Counterfeit for Murder)                                                              | Мисс Хетти Энис — чудаковатая старушка-домовладелица; в её доме живут актёры и прочая богема. Она приходит к Вульфу со свёртком, найденным в своей гостиной. В сборнике Homicide Trinity. |
| 57б. | 1985 | Повесть          | Вторжение в особняк (англ. Assault On A Brownstone)                                                                                | Авторский вариант повести 1961 года Counterfeit for Murder («Подделка для убийства»). Был впервые издан после смерти Рекса Стаута. Те же действующие лица и завязка, но другая жертва и т. п. В сборнике Death Times Three. |
| 58.  | 1961 | Повесть          | Смерть демона (англ. Death of a Demon)                                                                                             | Клиентка начинает с того, что выкладывает на стол револьвер и признаётся, что давно хочет пристрелить своего мужа из этого самого револьвера — но теперь этого делать не будет. В сборнике Homicide Trinity. |
| 59.  | 1961 | Роман            | Окончательное решение / Окончательный вывод (англ. The Final Deduction)                                                            | К Вульфу обращается миллионерша Элтэя Вэйл и утверждает, что её молодой муж Джимми был похищен с целью выкупа. |
| 60.  | 1961 | Повесть          | Убей сейчас — заплатишь потом (англ. Kill Now — Pay Later)                                                                         | Пит Васоз, чистильщик обуви, приходит в дом Ниро Вульфа три раза в неделю, чтобы надраить обувь обитателям особняка. В тот день он пришёл на час раньше, сказав, что практически стал свидетелем самоубийства. В сборнике Trio for Blunt Instruments.                                                                                              |
| 61.  | 1962 | Повесть          | Вышел месяц из тумана / Раз, два, три, убийцей будешь ты (англ. Eeny Meeny Murder Mo)                                              | Вульф оставляет на столе в кабинете галстук с пятном, который наводит на плохие мысли убийцу. В сборнике Homicide Trinity. |
| 62.  | 1962 | Роман            | Гамбит (англ. Gambit) | Во время сеанса одновременной игры в шахматы отравлен гроссмейстер Пол Джерин, все факты указывают на успешного предпринимателя, с чей дочерью у него якобы был роман. |
| 63.  | 1963 | Роман            | Охота за матерью / Погоня за матерью / Поиски матери (англ. The Mother Hunt)                                                       | Люси Воэн, вдова, обнаруживает в холле своего дома младенца. Среди пелёнок записка, что отцом ребёнка является её покойный муж. |
| 64.  | 1963 | Повесть          | Кровь скажет (англ. Blood Will Tell)                                                                                               | Гудвину приходит письмо от некоего Дж. Н. Вэнса, в котором находится красивый галстук с пятном крови. Чуть позже раздаётся телефонный звонок. Звонящий представляется Дж. Н. Вэнсом и просит галстук сжечь. В сборнике Trio for Blunt Instruments.                                                                                                 |
| 65.  | 1964 | Повесть          | Банальное убийство (англ. Murder Is Corny)                                                                                         | Инспектор Кремер является к Вульфу в кабинет. В руках инспектора коробка, в которой лежит несколько початков кукурузы, а в кармане инспектора ордер на арест Гудвина по подозрению в убийстве. Оказывается, убит водитель, который доставлял продовольствие с фермы Мак-Леода на кухню Вульфа. В сборнике Trio for Blunt Instruments.              |
| 66.  | 1964 | Роман            | Право умереть (англ. A Right To Die)                                                                                               | К Вульфу является седой чернокожий мужчина и слово в слово повторяет речь самого Вульфа. Эта речь была произнесена много лет назад в Канова-Спа перед собранием чернокожих поваров, официантов и лакеев (роман 1938 года «Слишком много поваров»). Теперь этот негр просит о помощи: выяснить, почему белая девушка хочет выйти замуж за его сына. |
| 67.  | 1965 | Роман            | Звонок в дверь (англ. The Doorbell Rang)                                                                                           | Клиентка Вульфа Рэйчел Бранер просит оградить её от преследования всемогущего ФБР. (Публикация книги вызвала большое недовольство Рексом Стаутом со стороны ФБР, и на него начали собирать пухлое досье). |
| 68.  | 1966 | Роман            | Смерть содержанки / Смерть потаскушки (англ. Death of a Doxy)                                                                      | Одного из помощников Вульфа, Орри Кэтера, арестовывают по подозрению в убийстве молодой женщины. Вульф, Гудвин, Даркин и Пензер убеждены в его невиновности, но для спасения товарища нужно найти настоящего убийцу. |
| 69.  | 1968 | Роман            | Погоня за отцом (англ. The Father Hunt)                                                                                            | Молодая девушка, Эми Деново, теряет в автомобильном происшествии мать. В наследство от матери ей достаётся огромная сумма наличностью и письмо. В письме сказано: «это деньги от твоего отца». Эми нанимает Вульфа для поиска отца |
| 70.  | 1969 | Роман            | Смерть хлыща / Форель по-монтански / Убийство на ранчо в стиле Дикого Запада (англ. Death of a Dude)                               | Арчи Гудвин гостит на ранчо у своей подруги Лили Роуэн в штате Монтана. Управляющего ранчо подозревают в убийстве человека, обесчестившего его дочь. Арчи принимается за расследование. |
| 71.  | 1973 | Роман            | Пожалуйста, избавьте от греха / С больной головы на здоровую (англ. Please Pass the Guilt)                                         | Доктор Волмер рассказывает Вульфу, что к его другу-психотерапевту обратился анонимный больной. Пациент жалуется, что «у него руки в крови». Доктор считает, что установление личности больного поможет лечению. |
| 72.  | 1975 | Роман            | Семейное дело (англ. A Family Affair)                                                                                              | Глубокой ночью в особняк Вулфа заявляется Пьер Дакос, официант из ресторана «Рустерман». Пьер утверждает, что его хотят убить, и умоляет разбудить Вульфа. В ответ Гудвин предлагает лечь поспать, а разговоры перенести на завтра. |
|      | 1973 | Поваренная книга | Поваренная книга Ниро Вульфа (англ. The Nero Wolfe Cookbook)                                                                       | Сборник рецептов блюд, упоминаемых в историях о приключениях великого детектива. |
|      | 1977 | Рассказ          | Почему Ниро Вульф любит орхидеи (англ. Why Nero Wolfe Likes Orchids)                                                               | Первая книжная публикация рассказа, ранее опубликованного в 1963 году в журнале Life. Арчи Гудвин рассказывает об истоках увлечения Вульфа. В сборнике Corsage. |

## Другие авторы

### РоманыРоберта Голдсборо[англ.]
Первый роман, «Убийство в ми-миноре», Роберт Голдсборо, работавший в то время редактором «Чикаго трибьюн», написал в конце семидесятых. Он решил сделать своеобразный подарок своей заболевшей матери, большой любительнице детективов о Ниро Вульфе. Впрочем, книга понравилась не только миссис Голдсборо, но и дочерям Рекса Стаута. Она была издана в 1986 году. После этого Роберт Голдсборо написал ещё семь романов. Впоследствии за эту серию романов он получил «Премию Ниро Вульфа».
| Год  | Название                                                     | Описание |
| ---- | ------------------------------------------------------------ | --- |
| 1986 | Убийство в ми-миноре / (англ. Murder in E Minor)             | К Вульфу обращается Мария Радович, племянница старого соратника Вульфа из Черногории, Милоша Стефановича. Милош спас жизнь Вульфа во время боя под Цетинье. С тех пор прошло 50 лет, Милош Стефанович, как и Вульф, живёт в Нью-Йорке. Милош (английская версия имени Milan Stevans) является дирижёром Нью-Йоркского симфонического оркестра. Однако старые друзья наотрез отказываются видеть друг друга. Причина — жена Милоша Александра Аджари. Та самая, что «обогатила» жизнь Вульфа негативным опытом общения с женщинами. Александра предпочла Стефановича Вульфу, выйдя за Милоша замуж. Милош получает угрожающие письма, а затем его убивают. Вульфу приходится, чтобы отдать последний долг боевому товарищу, разыскать его убийцу. |
| 1987 | Смерть в редакции / (англ. Death on Deadline)                | Лон Коэн делится с Ниро Вульфом опасением, что скоро «Газетт» будет куплена шотландским медиа-магнатом Маклареном. Макларен известен тем, что скупает издательства в разных странах. При этом он превращает их в крикливые бульварные таблоиды. Вульфу такой стиль журналистики кажется «совершенно неприемлемым» и он начинает действовать против планов Макларена. |
| 1988 | Кровавый плющ / (англ. Bloodied Ivy)                         | |
| 1989 | Последнее совпадение / (англ. Last Coincidence)              | К Арчи Гудвину обращается Лили Роуэн, дело в племяннице подруги сыщика — Норин Джеймс. Арчи решает поговорить с обидчиком девушки, но последующие события развиваются столь стремительно, что без вмешательства великого Ниро Вульфа конечно же дело не обходится. |
| 1990 | Переход к чёрному / (англ. Fade to Black)                    | |
| 1992 | Серебряный шпиль / (англ. Silver Spire)                      | |
| 1993 | Отсутствующая глава / (англ. The Missing Chapter)            | |
| 2012 | Арчи встречает Ниро Вульфа / (англ. Archie Meets Nero Wolfe) | Приквел |
| 2014 | Murder in the Ballpark                                       | |
| 2015 | Archie in the Crosshairs                                     | |
| 2016 | Stop the Presses!                                            | |
| 2017 | Murder, Stage Left                                           | |
| 2018 | The Battered Badge                                           | |

### Прочие
- Nero Wolfe: The Archie Goodwin Files (2005)
- Татьяна Григорьевна Соломоник — Сергей Маркович Синельников — Илья Исаакович Лазерсон. «За столом с Ниро Вульфом, или Секреты кухни великого сыщика»

## Литературоведение
- Anderson, David R., Rex Stout (1984, Frederick Ungar; Hardcover ISBN 0-8044-2005-X / Paperback ISBN 0-8044-6009-4).
- Baring-Gould, William S., Nero Wolfe of West Thirty-fifth Street (1969, Viking Press; ISBN 0-14-006194-0).
- Bourne, Michael, Corsage: A Bouquet of Rex Stout and Nero Wolfe (1977, James A. Rock & Co, Publishers; Hardcover ISBN 0-918736-00-5 / Paperback ISBN 0-918736-01-3).
- Darby, Ken, The Brownstone House of Nero Wolfe (1983, Little, Brown and Company; ISBN 0-316-17280-4).
- Gotwald, Rev. Frederick G., The Nero Wolfe Handbook (1985; revised 1992, 2000).
- Kaye, Marvin, The Archie Goodwin Files (2005, Wildside Press; ISBN 1-55742-484-5).
- Kaye, Marvin, The Nero Wolfe Files (2005, Wildside Press; ISBN 0-8095-4494-6).
- McAleer, John, Rex Stout: A Biography (1977, Little, Brown and Company; ISBN 0-316-55340-9). Reissued as Rex Stout: A Majesty’s Life (2002, James A. Rock & Co., Publishers; Hardcover ISBN 0-918736-43-9 / Paperback ISBN 0-918736-44-7).
- McAleer, John, Royal Decree: Conversations with Rex Stout (1983, Pontes Press, Ashton, MD).
- McBride, O.E., Stout Fellow: A Guide Through Nero Wolfe’s World (2003, iUniverse; Hardcover ISBN 0-595-65716-8 / Paperback ISBN 0-595-27861-2).
- Mitgang, Herbert, Dangerous Dossiers: Exposing the Secret War Against America’s Greatest Authors (1988, Donald I. Fine, Inc.; ISBN 1-55611-077-4).
- Symons, Julian, Great Detectives: Seven Original Investigations (1981, Abrams; ISBN 0-8109-0978-2).
- Townsend, Guy M., Rex Stout: An Annotated Primary and Secondary Bibliography (1980, Garland Publishing; ISBN 0-8240-9479-4).
- Van Dover, J. Kenneth, At Wolfe’s Door: The Nero Wolfe Novels of Rex Stout (1991, Borgo Press, Milford Series; updated edition 2003, James A. Rock & Co., Publishers; Hardcover ISBN 0-918736-51-X / Paperback ISBN 0-918736-52-8).